# Pilot (krater)
Pilot – jezioro meteorytowe wypełniające krater uderzeniowy w Terytoriach Północno-Zachodnich w Kanadzie. Skały tego krateru są widoczne na powierzchni ziemi.
Jezioro Pilot wyróżnia się pośród otaczających jezior polodowcowych kolistym kształtem i większą głębokością (średnio 60 m); jest otoczone wałem wzgórz o wysokości 30–60 m, co również jest nietypowe w tym terenie. Jego dno jest płaskie, wypełniają je osady jeziorne. W 1965 roku badania terenowe zebrały dowody na impaktowe pochodzenie tej struktury. Na zachodnim brzegu jeziora znaleziono dowody uderzenia meteorytu, takie jak brekcja impaktowa i planarne struktury deformacyjne w kryształach kwarcu. Jezioro wypełnia stary, zerodowany krater uderzeniowy, którego wiek ocenia się na ok. 445 milionów lat (późny ordowik). Ma on średnicę około 6 km. Utworzył go upadek małego ciała niebieskiego na prekambryjskie skały krystaliczne.